# Dévotions particulières
Dévotions particulières est un ouvrage de Valéry Larbaud publié dans la clandestinité en 1941 aux Pays-Bas.

## Historique
Édité par les éditions A.A.M. Stols à Maestricht à l'occasion du soixantième anniversaire de Larbaud, cette plaquette au dos relié parchemin, au titre en or sur le dos et sur le plat, est imprimée en caractères Garamond. Sa couverture est ornée d'un titre et de six initiales gravés par H. Salden. 
Il est tiré à quarante exemplaires. Deux exemplaires numérotés I et II, réservés à l'auteur et à l'éditeur, le sont sur papier du Japon ; quatre exemplaires sur papier à la cuve, numérotés III à VI sont marqués de la mention « réservés pour Nous Quatre ». Enfin trente-quatre exemplaires, imprimés sur papier de Hollande et réservés aux amis de l'auteur et de l'imprimeur, sont numérotés de 1 à 34. 
Publié en parallèle dans le volume Les Poésies de A. O. Barnabooth : Dévotions particulières. Poésies diverses pour les amis danois de Maxime Claremoris, sur la presse privée de Jens Skovgaard à Copenhague en juillet 1941, le texte n'a depuis jamais été réédité.